# USS Appalachian
L'USS Appalachian (AGC-1) est un navire amphibie, unique navire de sa classe en service dans la marine américaine pendant la Seconde Guerre mondiale.
Sa quille est posée en vertu d'un contrat de la Commission Maritime (coque MC 200) le 4 novembre 1942 par la société Federal Shipbuilding and Drydock Company à Kearny, au New Jersey, il est lancé le 29 janvier 1943, parrainé par Mme John Frank McInnis ; acquis par la marine le 27 février 1943 ; converti à Brooklyn par la Vigor Shipyards en tant que navire amiral amphibie et mis en service le 2 octobre 1943 sous le capitaine James M. Fernald.